# Malaxis lobulata
Malaxis lobulata är en orkidéart som beskrevs av Louis Otho Otto Williams. Malaxis lobulata ingår i släktet knottblomstersläktet, och familjen orkidéer.
Artens utbredningsområde är Colombia. Inga underarter finns listade i Catalogue of Life.